# О моём перерождении в слизь
«О моём перерождении в слизь» (яп. 転生したらスライムだった件 тэнсэй ситара сураиму датта кэн, букв. «Тот раз, когда переродился в слизня»), также известное как TenSura — ранобэ авторства Фусэ с иллюстрациями Миц Ва. История изначально публиковалась на сайте пользовательских публикаций Shōsetsuka ni Narō с 2013 по 2016 год. Издательство Micro Magazine приобрело права на печать истории и опубликовало первый том 30 мая 2014 года. На сентябрь 2020 года было издано 17 томов.
Ранобэ было адаптировано в виде манги, выходящей в журнале Monthly Shonen Sirius издательства Коданся с 30 октября 2015 года, и аниме-сериала студии 8-Bit, первый сезон которого выходил осенью 2018 года, а второй начал трансляцию в январе 2021 года. Кроме того, на его основе было создано несколько различных спин-офф манг, одна из которых — The Slime Diaries — также была экранизирована.

## Сюжет
Сатору Миками, обычный одинокий 37-летний офисный работник из Токио, становится жертвой случайного нападения на улице. После смерти от удара ножом он, перевоплотившись в слизь, практически сразу пробуждается в другом мире, в котором получает способности, соответствующие желаниям, проносившимся в его голове в последние мгновения жизни. Также в этом мире он может изучать способности и поглощать других существ, чтобы овладеть их навыками.
Исследуя новый мир, Сатору сталкивается с драконом Вельдорой, заключённым в тюрьму, и быстро находит с ним общий язык. От дракона он узнаёт о том, какую силу в этом мире монстрам дают имена — данные кем-либо могущественным, они могут наделить обладателя новыми силами или позволить ему эволюционировать в более продвинутую сущность. Получив от дракона новое имя Римуру, он поглощает тюрьму дракона и отправляется искать способ освободить Вельдору.
Исчезновение дракона вносит изменения в окрестные земли и политику соседних стран. Постепенно Римуру встаёт во главе сначала селения гоблинов, затем присоединяет к ним других обитателей леса, сталкивается с различными противниками и проблемами, строит собственный город в середине леса Джуры и вслед за этим основывает федерацию из всех обитателей леса. Появившаяся в результате страна монстров вызывает смешанную реакцию среди государств людей. В результате нападения соседнего королевства Фармус, Римуру становится одним из могущественных князей тьмы этого мира и сталкивается с политическими интригами людей и других князей, а также с противодействием церкви богини Люминус, чья религия строится на идее уничтожения монстров. Постепенно он укрепляет положение новой федерации в мире, решая проблемы одну за другой.

## Персонажи
Римуру Темпест (яп. リムル・テンペスト, озвучен: Михо Окасаки) / Сатору Миками (яп. 三上 悟 Миками Сатору, озвучен: Такума Тэрасима)
Сатору был обычным человеком, который в 37 лет умер от ножевого ранения в живот и переродился в новом мире в виде бесполой слизи. Дракон дал этой слизи имя — Римуру Темпест. В новой форме герой получает множество новых навыков и его арсенал расширяется каждый раз, когда он поглощает другого монстра или даже видит новую атаку. После эволюции в князя тьмы его основные навыки обращаются в три первичных навыка: «лорд мудрости Рафаил», до эволюции бывший уникальным навыком «Великий мудрец» (яп. 大賢者 Дай Кэндзя, озвучен: Мэгуми Тоёгути), помогает Римуру познавать мир, анализирует окружающее и управляет всеми другими его способностями; «лорд чревоугодия Вельзевул», изначально бывший уникальным навыком «Хищник», позволяет поглощать живое и неживое, хранить поглощенное в желудке, изучать, модифицировать и использовать его; и «лорд обетов Уриил», позволяющий Римуру контролировать законы природы. В 2019 году Римуру Темпест получил награду как «Лучший главный герой» на Crunchyroll Anime Awards.
Вельдора (яп. ヴェルドラ Вэрудора, озвучен: Томоаки Маэно)
Могучий дракон, один из четырех истинных драконов, который подружился с Римуру. Вельдора оказался в ловушке «Бесконечной тюрьмы», заточённый великим героем. Римуру взялся помочь ему вырваться из неё. Считается ходячим стихийным бедствием. По характеру он цундэрэ, что главный герой замечает очень быстро. Пока находился в желудке Римуру, увлёкся найденной в его памяти мангой. После освобождения связан с Римуру узами, позволяющими Римуру призывать и воскрешать его. После постройки в городе лабиринта был назначен в нем боссом последнего 100-го этажа.
Жители Джуры
Большинство обитателей леса Джуры монстры и в ходе истории они становятся подданными Римуру, клянясь ему в верности и принимая от него имена. Получившие имена монстры становятся «названными» и эволюционируют в зависимости от силы того, кто их назвал. Назначение на определенную должность также помогает монстрам развиваться в определенном направлении. Все монстры под командованием Римуру также эволюционируют еще раз, когда он становится князем тьмы.
Первыми подданными Римуру были гоблины, попросившие у него защиты. После получения имён они превращаются в хобгоблинов. Глава изначальной деревни получает имя Ригурд (яп. リグルド, Канэхира Ямамото), и именно он занимается большей частью административных дел в городе Римуру. Его сын Ригур (яп. リグル, озвучен: Харуки Исия) и глуповатый и ленивый, но на деле талантливый Гобута выступают как капитаны отрядов, отвечающих за охрану города и охоту в лесу. После первой битвы хобгоблины работают в парах с жутковолками, лидер которых — Ранга (яп. ランガ, озвучен: Тикахиро Кобаяси) — практически всегда прячется в тени Римуру, готовый прийти на помощь в любой момент.
Основу командования и военной мощи Джуры составляют пять из шести огров, присоединившихся к Римуру после того, как их деревня была уничтожена армией орков. Бэнимару (яп. ベニマル, озвучен: Макото Фурукава) командует армией и выступает заместителем Римуру в его отсутствие, его сестра Сюна (яп. シュナ, озвучена: Саяка Сэмбонги) — шаман и талантливый маг, владеющая считающейся недоступной для монстров священной магией, назначившая себя секретаршей Римуру Сион (яп. シオン, озвучена: Мао Итимити) выполняет роль телохранителя, Соуэй (яп. ソウエイ, озвучен: Такуя Эгути) возглавил разведку и отвечает со своим отрядом за сбор информации, старый мастер боевых искусств Хакуро (яп. ハクロウ, озвучен: Хотю Оцука) является несравненным мечником и тренирует большинство жителей Темпеста, включая самого Римуру.
Шестым огром в их компании был кузнец Куробэ (яп. 黒兵衛, озвучен: Дзюнъити Янагита). Он производит большую частью снаряжения в городе, работая с приглашенными из соседнего королевства дварфами. Эти же дварфы следят за строительством и создают многие инженерные новшества в стране. Их команда включает бывшего королевского мастера и инженера Кайдзина (яп. カイジン, озвучен: Ацуси Оно), трёх братьев — специализирующегося на создании брони Гарма (яп. ガルム, озвучен: Коити Сома), ювелира Мирда (яп. ミルド, озвучен: Масаси Ногава) и разностороннего инженера Дорда (яп. ドルド, озвучен: Рё Сугисаки), и бывшего королевского министра и исследователя Весту.
Другими монстрами в командовании Римуру являются нарциссичный ящеролюд, а после эволюции драконид Габиру (яп. ガビル), командующий отрядом соплеменников и отвечающий за исследования и охрану учёных; стойкий орк Гельд (яп. ゲルド Гэрудо), в мирное время руководящий строительством; один из изначальных демонов — Нуар, получивший от Римуру имя Дьябло и взявший на себя роль дворецкого Римуру, и купец Мьёльмир, отвечающий за торговлю.
Князья тьмы
На начало истории в мире существует 10 князей тьмы. Когда Римуру становится одним из них, ему приходится взаимодействовать с ними так или иначе.
Княжна тьмы Милим Нава (яп. ミリム Мириму, озвучена: Рина Хидака) выглядит и ведет себя как капризный ребенок, но является одной из старейших князей и обладает безумной силой, по характеру цундэрэ. Стесняясь признаётся, что считает себя близкой подругой Римуру. Также дружит с драконом Вельдорой и княжной тьмы Рамирис. Милим не помнит своих родителей, так как они погибли, когда она была ещё очень мала. Её родители — звездный король-дракон Вельданава (создатель этого мира) и Люсия (сестра императора восточной империи Рудры Нам Уль Наска).
Княжна тьмы Рамирис, королева духов и фея лабиринта. Она также одна из древнейших князей, но из-за того, что ей приходится постоянно перерождаться, на момент истории находится в форме маленькой феечки. Со временем напросилась переехать в город Римуру и построила там лабиринт, который должен стать аттракционом для искателей приключений и обителью Вельдоры.
Сидзуэ «Сидзу» Идзава (яп. 井沢 静江, озвучена: Юмири Ханамори)
Сидзуэ — японская девушка, которая была призвана в этот мир во время одной из бомбардировок Токио в ходе второй мировой войны. Князь Тьмы, призвавший её, счёл призыв провальным, но вселившийся в неё огненный дух Ифрит меняет дело. Она быстро находит общий язык с Римуру, когда выясняет, что он тоже из Японии. Римуру спасает её от Ифрита, но потом она умирает и он поглощает её тело. После этого Римуру получает возможность становиться человеком, внешне похожим на Сидзу. История Римуру противопоставляется истории Сидзу и резко контрастирует с ней. Её история трагична и показывает тёмную сторону призывания в другой мир, что редко встречается в подобных произведениях.

## Медиа

### Ранобэ
Изначально история публиковалась Фусэ на сайте пользовательских публикаций Shōsetsuka ni Narō с 20 февраля 2013 года по 1 января 2016 года. Серия была приобретена для печати издательством Micro Magazine, которое выпустило первый том ранобэ с иллюстрациями Миц Ва 30 мая 2014 года. На сентябрь 2020 года было выпущено 17 томов истории.
Автор планировал, что и веб-версия истории, и вышедшая в печати будут иметь одинаковый сюжет, хотя в книгах будет представлено больше персонажей и деталей, но позже признался, что все эти мелкие изменения и новые события со временем оказывают более существенное внимание на сюжет, чем он ожидал.
15 апреля 2017 года во время своего выступления на Sakura-Con английский издатель Yen Press объявил о приобретении лицензии на серию для распространения на территории Северной Америки.
| - Пролог: "Death and Reincarnation" - Глава 1: "My First Friend" - "The Girl and the Demon Lord" - Глава 2: "Battle of the Goblin Village" - "The Girl and the Titan" | - Глава 3: "Through the Dwarven Kingdom" - "The Girl and the Hero" - Глава 4: "The Conqueror of Flames" - Финальная Глава: "The Inherited Form" - Дополнительная Глава: "Gobta's Big Adventure" |

| - Глава 1: "The Start of the Mayhem" - Глава 2: "Evolutions and Clashes" - Глава 3: "The Envoy and the Meeting" - Глава 4: "Disengaging Gears" | - Глава 5: "The Great Clash" - Глава 6: "The Devourer of All" - Глава 7: "The Great Forest of Jura Alliance" - Финальная Глава: "A Relaxing Spot" |

| - Пролог: "The Demon Lord Summit" - Глава 1: "The Name of a Nation" - Глава 2: "The Demon Lord Invades" - Глава 3: "The Congregation" | - Глава 4: "The Advancing Malice" - Глава 5: "Charybdis" - Эпилог: "A New Artifice" |

| - Пролог: "Beauty in Action" - Глава 1: "Trading with the Beast KIngdom" - Глава 2: "King Gazel's Invitation" - Глава 3: "To Human Lands" - Глава 4: "The Kingdom of Blumund" | - Глава 5: "The Summoned Children" - Глава 6: "Conquering the Labyrinth" - Глава 7: "Rescued Souls" - Эпилог: "A Monster's Natural Enemy" |

| - Пролог: "The Day of Ruin" - Глава 1: "Calmer Days" - Глава 2: "Prelude to Calamity" - Глава 3: "Despair and Hope" | - Глава 4: "The Birth of a Demon Lord" - Глава 5: "The Unleashed" - Эпилог: "The String-Puller in the Shadows" |

| - Пролог: "The Magic-Born’s Ruse" - Глава 1: "Between Monster and Man" - Глава 2: "Word from Ramiris" - Глава 3: "The Eve of Battle" - Интерлюдия: "The Demon Lords" | - Глава 4: "In the Land of Destiny" - Глава 5: "Walpurgis" - Глава 6: "The Octagram" - Эпилог: "In the Holy Land" |

| - Пролог: "The Magic-Born Memorial" - Глава 1: "Demons and Schemes" - Глава 2: "Roles to Uphold" - Глава 3: "The Saint’s Anticipation" - Интерлюдия: "A Private Chat" | - Глава 4: "The Second Confrontation" - Глава 5: "Holy and Demonic Collide" - Глава 6: "Gods and Demon Lords" - Эпилог: "A New Relationship" |

| - Пролог: "A Status Report" - Глава 1: "Reconciliation and Agreement" - Глава 2: "The Invitees" | - Глава 3: "The Preparations" - Глава 4: "The Audiences" - Эпилог: "The Final Briefing" |

| - Пролог: "The Lightspeed Hero" - Глава 1: "The Eve of the Festival" - Интерлюдия: "A Late-Night Meeting" - Глава 2: "The Founder's Festival" - Интерлюдия: "A Problem Arises" | - Глава 3: "The Battle Tournament" - Интерлюдия: "The Midnight Conference" - Глава 4: "The Final Round and the Labyrinth's Grand Opening" - Глава 5: "After the Festival" - Эпилог: "Flames of Avarice" |

| - Пролог: Those Who Set Things in Motion - Глава 1: A Brisk Labyrinth Business - Глава 2: Lively Days - Интерлюдия: Maribel | - Глава 3: The Council - Глава 4: Behind the Curtain - Глава 5: The Trap of Greed - Эпилог: The One Who Laughs Last |

| - Пролог: The Golden Melancholy - Глава 1: Observation and Research Results - Глава 2: New Companions - Глава 3: Signs of Unrest | - Главаr 4: Western Turmoil - Глава 5: The Chosen Hero's Awakening - Эпилог: To the Promised Land |

| - Пролог: The Jesters' Escape - Глава 1: The Stepping Sound of Military Boots - Глава 2: Results and Preparation - Интерлюдия: A Look Inside the Empire | - Глава 3: Visitors from the Empire - Глава 4: The Empire is *Эпилог:Out - Глава 5: Before the War - Эпилог: The Emperor's Conquest |

| - Пролог: Two Misgivings - Глава 1: Unrest and Resolve - Глава 2: The Assault Begins - Интерлюдия: Gazel’s Melancholy | - Глава 3: Battle of the Labyrinth - Глава 4: Total Victory - Эпилог: The Deeds of a Demon Lord |

### Манга
С 26 марта 2015 года иллюстратор Таики Каваками выпускает адаптацию истории в виде манги в сёнэн-журнале Monthly Shonen Sirius издательства Коданся.
Kodansha USA объявила о своей лицензии на оригинальную мангу для распространения на территории Северной Америки во время New York Comic Con 6 октября 2016 года. На русском языке оригинальную мангу выпускает издательство «Фантастика Книжный Клуб».
| Список томов That Time I Got Reincarnated as a Slime | Список томов That Time I Got Reincarnated as a Slime | Список томов That Time I Got Reincarnated as a Slime | Список томов That Time I Got Reincarnated as a Slime | Список томов That Time I Got Reincarnated as a Slime |
| | Японское издание                                     | Японское издание                                     | Русское издание                                      | Русское издание                                      |
| № | Дата публикации                                      | ISBN                                                 | Дата публикации                                      | ISBN                                                 |
| --- | ---------------------------------------------------- | ---------------------------------------------------- | ---------------------------------------------------- | ---------------------------------------------------- |
| 1 | 30 октября 2015 года                                 | ISBN 978-4-06-376578-6                               | Январь 2020 года                                     | ISBN 978-5-91878-406-8                               |
| 1. «Смерть и перерождение» (яп. 死亡～そして転生 Shibō ~ Soshite Tensei, "Death and Reincarnation") 2. «Покровитель деревни гоблинов» (яп. ゴブリン村の守護者 Goburin-mura no Gādian, "Guardian of the Goblin Village") 3. «Хозяин волков» (яп. 牙狼族の主 Kibaōkami-zoku no Omo, "Master of the Direwolves") 4. «Вперед! В королевство дварфов!» (яп. 目指せドワーフ王国 Mezase Dowāfu Ōkoku, "Head for the Dwarf Kingdom") 5. «Дварфы-мастера» (яп. ドワーフの職人 Dowāfu no Shokunin, "The Dwarven Craftsman") 6. «Суженая» (яп. 運命の人 Unmei no Hito, "The Fated One") - «Дневник дракона Вельдоры. Наблюдения за слизью. Часть 1. Встреча» (яп. ヴェルドラのスライム観察日記 Verudora no Suraimu Kansatsu Nikki, "Veldora's Slime Observation Journal") |                                                      |                                                      |                                                      |                                                      |
| 2 | 28 апреля 2016 года                                  | ISBN 978-4-06-390623-3                               | Январь 2020 года                                     | ISBN 978-5-91878-406-8                               |
| 7. «Королевский суд» (яп. 英雄王の審判 Eiyū-ō no Shinpan, "The Hero-King's Judgement") 8. «Какой знакомый запах» (яп. 懐かしい香り Natsukashī Kaori, "A Familiar Scent") 9. «Огненный демон» (яп. 炎の魔人 Honō no Majin, "Demon of Flames") 10. «Заботы в наследство» (яп. 受け継がれる想い Uketsuga Reru Omoi, "Inherited Will") 11. «Начало сражений» (яп. 争乱の始まり Sōran no Hajimari, "The Upheaval Begins") - «Дневник дракона Вельдоры. Наблюдения за слизью. Часть 2. Все об испуге» (яп. ヴェルドラのスライム観察日記 Verudora no Suraimu Kansatsu Nikki, "Veldora's Slime Observation Journal") |                                                      |                                                      |                                                      |                                                      |
| 3 | 30 ноября 2016 года                                  | ISBN 978-4-06-390666-0                               | Февраль 2020 года                                    | ISBN 978-5-91878-418-1                               |
| 12. «Кто в лесу Дзюра самый сильный» (яп. ジュラの森の強者 Jura no Mori no Tsuwamono, "Mighty Foes in the Forest of Jura") 13. «Нападение огров» (яп. 大鬼族の襲撃 Dai Kizoku no Shūgeki, "Ogre Attack") 14. «Что случилось с ограми» (яп. 大鬼族の事情 Dai Kizoku no Jijō, "The Ogres' Story") 15. «Перемены в Великом лесу Дзюра» (яп. 大森林の異変 Dai Shinrin no Ihen, "An Anomaly in the Forest") 16. «Пришествие Габила» (яп. ガビル参上! Gabiru Sanjō!, "Gabiru Arrives!") 17. «Гобута против Габила» (яп. ゴブタ VS ガビル Gobuta VS Gabiru, "Gobta vs. Gabiru") - «Дневник дракона Вельдоры. Наблюдения за слизью. Часть 3. Горячие бои» (яп. ヴェルドラのスライム観察日記 Verudora no Suraimu Kansatsu Nikki, "Veldora's Slime Observation Journal") |                                                      |                                                      |                                                      |                                                      |
| 4 | 7 апреля 2017 года                                   | ISBN 978-4-06-390693-6                               | Февраль 2020 года                                    | ISBN 978-5-91878-418-1                               |
| 18. «Сумасшедший механизм» (яп. 狂いゆく歯車 Kurui Yuku Haguruma, "Loosening Gears") 19. «Ложное превосходство» (яп. 偽りの優勢 Itsuwari no Yūsei, "False Superiority") 20. «Ловушка для армии на марше» (яп. 出陣の關 Shutsujin no Seki, "The March to War") 21. «Превратности войны» (яп. 戦場に生じた波紋 Senjō ni Shōjita Hamon, "Ripples on the Battlefield") 22. «Смертельный шторм» (яп. 黒雷嵐 Kuroikazuchi Arashi, "Death Storm") - «Дневник дракона Вельдоры. Наблюдения за слизью. Часть 4. Крылья» (яп. ヴェルドラのスライム観察日記 Verudora no Suraimu Kansatsu Nikki, "Veldora's Slime Observation Journal") |                                                      |                                                      |                                                      |                                                      |
| 5 | 8 сентября 2017 года                                 | ISBN 978-4-06-390728-5                               | Сентябрь 2020 года                                   | ISBN 978-5-91878-379-5                               |
| 23. «Повелитель орков» (яп. オーク・ディザスター Ōku Dizasutā, "Orc Disaster") 24. «Повелитель, достойный уважения» (яп. 心服の魔王 Shinpuku no Maō, "The Submissive Demon Lord") 25. «Кто съест всё» (яп. 全てを喰らう者 Subete o Kurau Mono, "That Which Devours All") 26. «Великий союз леса Дзюра» (яп. ジュラの森大同盟 Jura no Mori Dai Dōmei, "The Jura Forest Alliance") 27. «Отдых» (яп. 安らげる場所 Yasurageru Basho, "A Place to Relax") - «Дневник дракона Вельдоры. Наблюдения за слизью. Часть 5. Сытое брюхо» (яп. ヴェルドラのスライム観察日記 Verudora no Suraimu Kansatsu Nikki, "Veldora's Slime Observation Journal") |                                                      |                                                      |                                                      |                                                      |
| 6 | 8 декабря 2017 года                                  | ISBN 978-4-06-510505-4                               | Сентябрь 2020 года                                   | ISBN 978-5-91878-379-5                               |
| 28. «Кто интересуется городом чудовищ?» (яп. 魔物の町に注目する者たち Mamono no machi ni chūmoku suru mono-tachi, "Attention on the Town of Monsters") 29. «Совет повелителей демонов» (яп. 魔王会談 Maō kaidan, "Demon Lord Council") 30. «Там, где можно отдохнуть» (яп. 安らげる場所 Yasurageru basho, "A Place of Rest") 31. «Вихрь по имени Милим» (яп. ミリム旋風(前編) Mirimu senpū (Zenpen), "Milim the Whirlwind (Part 1)") - «Дневник дракона Вельдоры. Наблюдения за слизью. Часть 6. Стычки» (яп. ヴェルドラのスライム観察日記 Verudora no Suraimu Kansatsu Nikki, "Veldora's Slime Observation Journal") |                                                      |                                                      |                                                      |                                                      |
| 7 | 9 марта 2018 года                                    | ISBN 978-4-06-511098-0                               | Май 2021 года                                        | ISBN 978-5-91878-493-8                               |
| 32. «Вихрь по имени Милим (часть 2)» (яп. ミリム旋風（後編） Mirimu senpū (Kōhen), "Milim the Whirlwind (Part 2)") 33. «Планы Повелителей демонов» (яп. 魔王達の企み Maō-tachi no takurami, "The Demon Lords' Plot") 34. «Кто пришел в страну чудовищ?» (яп. 魔物の国に集う者達 Mamono no kuni ni tsudou-mono-tachi, "Visitors to the Land of Monsters") 35. «Проект превращения Йому в героя» (яп. ヨウム英雄化計画 Yōmu eiyū-ka keikaku, "Youm: From Chump to Champ") - «Дневник дракона Вельдоры. Наблюдения за слизью. Часть 7. Интриги» (яп. ヴェルドラのスライム観察日記 Verudora no Suraimu Kansatsu Nikki, "Veldora's Slime Observation Journal") |                                                      |                                                      |                                                      |                                                      |
| 8 | 8 июня 2018 года                                     | ISBN 978-4-06-511672-2                               | Май 2021 года                                        | ISBN 978-5-91878-493-8                               |
| 36. «Внезапное известие от хранительниц» (яп. 管理者の急報 Kanrisha no kyūhō, "Dispatch from the Overseer") 37. «Харибда» (яп. 暴風大妖渦 Karyufudisu, "Charybdis") 38. «Разрушающий вихрь» (яп. 破壊の暴君 Hakai no bōkun, "Tyrant of Destruction") 39. «Настоящее государство» (яп. 国家として Kokka toshite, "As a Nation") - «Дневник дракона Вельдоры. Наблюдения за слизью. Часть 8. Большая рыба» (яп. ヴェルドラのスライム観察日記 Verudora no Suraimu Kansatsu Nikki, "Veldora's Slime Observation Journal") |                                                      |                                                      |                                                      |                                                      |
| 9 | 28 сентября 2018 года                                | ISBN 978-4-06-512742-1                               | —                                                    | ISBN —                                               |
| 40. "Trade with the Animal Kingdom" (яп. 獣王国との交易 Kemono ōkoku to no kōeki) 41. "King Gazel's Invitation (Part One)" (яп. ガゼル王の招待（前編） Gazeru-ō no shōtai (Zenpen)) 42. "King Gazel's Invitation (Part Two)" (яп. ガゼル王の招待（後編） Gazeru-ō no shōtai (Kōhen)) 43. "To the Human Kingdom" (яп. 人間の国へ Ningen no kuni e) - "Veldora's Slime Observation Journal" (яп. ヴェルドラのスライム観察日記 Verudora no Suraimu Kansatsu Nikki) |                                                      |                                                      |                                                      |                                                      |
| 10 | 7 декабря 2018 года                                  | ISBN 978-4-06-513916-5                               | —                                                    | ISBN —                                               |
| 44. "In the Kingdom of Blumund (Part One)" (яп. ブルムンド王国にて（前編） Burumundo ōkoku nite (Zenpen)) 45. "In the Kingdom of Blumund (Part Two)" (яп. ブルムンド王国にて（後編） Burumundo ōkoku nite (Kōhen)) 46. "Yuuki Kagurazaka" (яп. ユウキ・カグラザカ Yūki kagurazaka) 47. "Failed Heroes" (яп. 勇者のなり損ない Yūsha no nari sokonai) - "Veldora's Slime Observation Journal" (яп. ヴェルドラのスライム観察日記 Verudora no Suraimu Kansatsu Nikki) |                                                      |                                                      |                                                      |                                                      |
| 11 | 29 мартя 2019 года                                   | ISBN 978-4-06-514780-1                               | —                                                    | ISBN —                                               |
| 48. "Teaching Job" (яп. 先生のお仕事 Sensei no oshigoto) 49. "Gard Mjöllmile the Merchant" (яп. 大商人ガルド・ミョルマイル Ōakindo Garudo Myorumairu) 50. "Dwelling of the Spirits" (яп. 精霊の棲家 Seirei no sumika) 51. "Spirit Queen" (яп. 精霊の女王 Seirei no joō) 52. "Salvation of the Soul" (яп. 救われる魂 Sukuwareru tamashii) - "Veldora's Slime Observation Journal" (яп. ヴェルドラのスライム観察日記 Verudora no Suraimu Kansatsu Nikki) |                                                      |                                                      |                                                      |                                                      |
| 12 | 9 июля 2019 года                                     | ISBN 978-4-06-516205-7                               | —                                                    | ISBN —                                               |
| 53. "Mjurran the Witch" (яп. 魔女ミュウラン Majo Myuuran) 54. "Prelude to Calamity" (яп. 災厄の前奏曲 Saiyaku no pureryūdo) 55. "Natural Enemy of Monsters" (яп. 魔物の天敵 Mamono no tenteki) 56. "Entangled Intentions" (яп. 絡み合う思惑 Karamiau omowaku) 57. "Bringer of Misfortune" (яп. 災いの来訪者 Wazawai no raihō-sha) 58. "Disaster" (яп. 災禍 Saika) - "Veldora's Slime Observation Journal" (яп. ヴェルドラのスライム観察日記 Verudora no Suraimu Kansatsu Nikki) |                                                      |                                                      |                                                      |                                                      |
| 13 | 4 декабря 2019 года                                  | ISBN 978-4-06-517764-8                               | —                                                    | ISBN —                                               |
| 59. "Despair and Hope" (яп. 絶望と希望 Zetsubō to kibō) 60. "The Conditions for Hope" (яп. 希望の条件 Kibō no jōken) 61. "The Witch's Punishment" (яп. 魔女の処罰 Majo no shobatsu) 62. "Whether Monster or Human" (яп. 魔物であれ人間であれ Mamono de are ningen de are) 63. "Moment of Counterattack" (яп. 逆襲の刻 Gyakushū no toki) - "Veldora's Slime Observation Journal" (яп. ヴェルドラのスライム観察日記 Verudora no Suraimu Kansatsu Nikki) |                                                      |                                                      |                                                      |                                                      |
| 14 | 27 марта 2020 года                                   | ISBN 978-4-06-518759-3                               | —                                                    | ISBN —                                               |
| 64. "Difference in Class" (яп. 格の違い Kaku no chigai) 65. "Megiddo" (яп. 神之怒 Megido) 66. "Merciless" (яп. 心無者 Mujihinarumono) 67. "The Worshipping Demon" (яп. 敬愛の悪魔 Keiai no akuma) - "Veldora's Slime Observation Journal" (яп. ヴェルドラのスライム観察日記 Verudora no Suraimu Kansatsu Nikki) |                                                      |                                                      |                                                      |                                                      |
| 15 | 9 июля 2020 года                                     | ISBN 978-4-06-520127-5                               | —                                                    | ISBN —                                               |
| 68. "Birth of a Demon Lord" (яп. 魔王誕生 Maō tanjō) 69. "Tempest Revival Festival" (яп. テンペスト復活祭 Tenpesuto fukkatsu-sai) 70. "The Day of Eurazania's Fall" (яп. 獣王国、滅びの日 Yūrazania, horobi no hi) 65,5. "Clover at Death's Door" (яп. 今際の際にシロツメクサ Imawanokiwa ni shirotsumekusa) - "Veldora's Slime Observation Journal" (яп. ヴェルドラのスライム観察日記 Verudora no Suraimu Kansatsu Nikki) |                                                      |                                                      |                                                      |                                                      |
| 16 | 27 ноября 2020 года                                  | ISBN 978-4-06-521244-8                               | —                                                    | ISBN —                                               |
| 71. "The Unleashed" (яп. 解き放たれし者 Tokihanata reshi mono) 72. "Swirling Conspiracy" (яп. 渦巻く陰謀 Uzumaku inbō) 73. "The Majins' Scheme" (яп. 魔人達の策謀 Majin-tachi no sakubō) 74. "Man-and-Monster Summit 1" (яп. 人魔会談１ Jinma kaidan 1) - "Veldora's Slime Observation Journal" (яп. ヴェルドラのスライム観察日記 Verudora no Suraimu Kansatsu Nikki) |                                                      |                                                      |                                                      |                                                      |
| 17 | 31 марта 2021 года                                   | ISBN 978-4-06-522558-5                               | —                                                    | ISBN —                                               |
| 75. "Man-and-Monster Summit 2" (яп. 人魔会談２ Jinma kaidan 2) 76. "Demon Lords and True Dragons" (яп. 魔王と竜種 Maō to ryūshu) 77. "Eve of Battle" (яп. 会戦前夜 Kaisen zenya) 78. "Walpurgis" (яп. 魔王達の宴 Maō-tachi no utage (Warupurugisu)) 79. "Battle" (яп. 会戦 Kaisen) |                                                      |                                                      |                                                      |                                                      |
| 18 | 8 июля 2021 года                                     | ISBN 978-4-06-523837-0                               | —                                                    | ISBN —                                               |
| 80. "Return of the Great Beast" (яп. 大妖の再来 taiyō no sairai) 81. "The Wight King" (яп. 死霊の王 Shiryō no ō) 82. "The Loyalty of a Demon" (яп. 悪魔の忠誠 Akuma no chūsei) 83. "English Crazed Pierrot" (яп. 喜狂の道化 Rōmaji kikyō no dōke (Kureijīpiero)) |                                                      |                                                      |                                                      |                                                      |
| 19 | 9 декабря 2021 года                                  | ISBN 978-4-06-526034-0                               | —                                                    | ISBN —                                               |
| 84. "Moderate Clown Troupe" (яп. 中庸道化連 Chūyō dōke ren) 85. "In The Holy Land" (яп. 聖なる場所で Seinaru basho de) 86. "Octagram Demon Lords" (яп. 八星魔王 Hachi hoshi maō) 87. "God's Right Hand" (яп. 神の右手 Kami no migite) 87,5. "Gourmet Road" (яп. グルメロード Gurumerōdo) |                                                      |                                                      |                                                      |                                                      |
| 20 | 9 марта 2022 года                                    | ISBN 978-4-06-527091-2                               | —                                                    | ISBN —                                               |
| 88. "A Demon and a Plot" (яп. 話悪魔と謀略 hanashi akuma to bōryaku) 89. "Monster Federation and The Holy Empire" (яп. 魔国連邦と神聖法皇国 makoku renpō to shinseihō kōkoku) 90. "The Saint's Speculation" (яп. 聖人の思惑 seijin no omowaku) 91. "Remembering My Homeland" (яп. 同郷を想うどう dōkyō o omō) 92. "Second Confrontation" (яп. 二度目の対峙 nidome no taiji) |                                                      |                                                      |                                                      |                                                      |
| 21 | TBA                                                  | ISBN TBA                                             | —                                                    | ISBN —                                               |
| 93. "Saint-Demon Clash" (яп. 聖魔激突 seima gekitotsu) 94. "The Old Demon's Smile" (яп. 古き悪魔の微笑み furuki akuma no hohoemi) |                                                      |                                                      |                                                      |                                                      |

Вторая манга под названием That Time I Got Reincarnated as a Slime: The Ways of the Monster Nation (яп. 転生したらスライムだった件～魔物の国の歩き方～ Тэнсэй Ситара Сураиму Датта Кэн: Мамоно но Арукиката), нарисованная Сё Окагири, выходит на сайте Comic Ride издательства Micro Magazine с 28 июля 2016 года. Сюжет манги рассказывает о буднях жизни Темпеста.
| Список томов That Time I Got Reincarnated as a Slime: The Ways of the Monster Nation | Список томов That Time I Got Reincarnated as a Slime: The Ways of the Monster Nation | Список томов That Time I Got Reincarnated as a Slime: The Ways of the Monster Nation | Список томов That Time I Got Reincarnated as a Slime: The Ways of the Monster Nation |
| №                                                                                    | Дата публикации                                                                      | ISBN                                                                                 |                                                                                      |
| ------------------------------------------------------------------------------------ | ------------------------------------------------------------------------------------ | ------------------------------------------------------------------------------------ | ------------------------------------------------------------------------------------ |
| 1                                                                                    | 7 апреля 2017 года                                                                   | ISBN 978-4-89637-628-9                                                               |                                                                                      |
| 2                                                                                    | 8 декабря 2017 года                                                                  | ISBN 978-4-89637-684-5                                                               |                                                                                      |
| 3                                                                                    | 9 марта 2018 года                                                                    | ISBN 978-4-89637-701-9                                                               |                                                                                      |
| 4                                                                                    | 28 сентября 2018 года                                                                | ISBN 978-4-89637-820-7                                                               |                                                                                      |
| 5                                                                                    | 29 марта 2019 года                                                                   | ISBN 978-4-89637-865-8                                                               |                                                                                      |
| 6                                                                                    | 30 октября 2019 года                                                                 | ISBN 978-4-89637-935-8                                                               |                                                                                      |
| 7                                                                                    | 30 июня 2020 года                                                                    | ISBN 978-4-86716-025-1                                                               |                                                                                      |
| 8                                                                                    | 30 января 2021 года                                                                  | ISBN 978-4-86716-104-3                                                               |                                                                                      |

Кроме того, с марта 2018 года выходит четырёхпанельная комедийная манга The Slime Diaries: That Time I Got Reincarnated as a Slime (яп. 転スラ日記 転生したらスライムだった件 Tensura Nikki Tensei Shitara Slime Datta Ken) под авторством Сибы, также в журнале Monthly Shonen Sirius. Она тоже была лицензирована для выхода на английском языке, но только в цифровом виде. Её выпуском занимается компания Vertical.
Третья спин-офф манга That Time I Got Reincarnated (Again!) as a Workaholic Slime (яп. 転生しても社畜だった件 Tensei Shitara Shachiku Datta Ken) с иллюстрациями Сидзуку Акэти. В ней герой пробуждается в реальном мире и должен работать в офисе, как и до своего перерождения, но в этот раз он оказывается в теле слизи. Эта манга выходит в цифровом виде на сайте Niconico с 26 сентября 2018 года. 3 июня 2020 года Kodansha USA анонсирована также о лицензировании That Time I Got Reincarnated (Again!) as a Workaholic Slime.
| Список томов That Time I Got Reincarnated (Again!) as a Workaholic Slime | Список томов That Time I Got Reincarnated (Again!) as a Workaholic Slime | Список томов That Time I Got Reincarnated (Again!) as a Workaholic Slime | Список томов That Time I Got Reincarnated (Again!) as a Workaholic Slime |
| №                                                                        | Дата публикации                                                          | ISBN                                                                     |                                                                          |
| ------------------------------------------------------------------------ | ------------------------------------------------------------------------ | ------------------------------------------------------------------------ | ------------------------------------------------------------------------ |
| 1                                                                        | 9 июля 2019 года                                                         | ISBN 978-4-06-516294-1                                                   |                                                                          |
| 2                                                                        | 27 марта 2020 года                                                       | ISBN 978-4-06-518831-6                                                   |                                                                          |

| Список томов Tenchura! Tensei Shitara Slime Datta ken | Список томов Tenchura! Tensei Shitara Slime Datta ken | Список томов Tenchura! Tensei Shitara Slime Datta ken | Список томов Tenchura! Tensei Shitara Slime Datta ken |
| №                                                     | Дата публикации                                       | ISBN                                                  |                                                       |
| ----------------------------------------------------- | ----------------------------------------------------- | ----------------------------------------------------- | ----------------------------------------------------- |
| 1                                                     | 27 марта 2020 года                                    | ISBN 978-4-06-518897-2                                |                                                       |
| 2                                                     | 27 ноября 2020 года                                   | ISBN 978-4-06-521251-6                                |                                                       |
| 3                                                     | 31 марта 2021 года                                    | ISBN 978-4-06-522629-2                                |                                                       |

| Список томов That Time I Got Reincarnated as a Slime: Trinity in Tempest | Список томов That Time I Got Reincarnated as a Slime: Trinity in Tempest | Список томов That Time I Got Reincarnated as a Slime: Trinity in Tempest | Список томов That Time I Got Reincarnated as a Slime: Trinity in Tempest |
| №                                                                        | Дата публикации                                                          | ISBN                                                                     |                                                                          |
| ------------------------------------------------------------------------ | ------------------------------------------------------------------------ | ------------------------------------------------------------------------ | ------------------------------------------------------------------------ |
| 1                                                                        | 4 декабря 2019 года                                                      | ISBN 978-4-06-516906-3                                                   |                                                                          |
| 2                                                                        | 27 марта 2020 года                                                       | ISBN 978-4-06-518757-9                                                   |                                                                          |
| 3                                                                        | 9 июля 2020 года                                                         | ISBN 978-4-06-520044-5                                                   |                                                                          |
| 4                                                                        | 31 марта 2021 года                                                       | ISBN 978-4-06-522504-2                                                   |                                                                          |
| 5                                                                        | 8 июля 2021 года                                                         | ISBN 978-4-06-523796-0                                                   |                                                                          |

| Список томов That Time I Got Reincarnated as Kosaku Shima | Список томов That Time I Got Reincarnated as Kosaku Shima | Список томов That Time I Got Reincarnated as Kosaku Shima | Список томов That Time I Got Reincarnated as Kosaku Shima |
| №                                                         | Дата публикации                                           | ISBN                                                      |                                                           |
| --------------------------------------------------------- | --------------------------------------------------------- | --------------------------------------------------------- | --------------------------------------------------------- |
| 1                                                         | 9 июля 2019 года                                          | ISBN 978-4-06-516834-9                                    |                                                           |

### Аниме
Премьера первого сезона аниме-сериала прошла с 2 октября 2018 года по 26 марта 2019 года на каналах Tokyo MX и других. Аниме было создано студией 8-Bit под руководством режиссёра Ясухито Кикути. В качестве помощника режиссёра выступил Ацуси Накаяма, сценариста — Кадзуюки Фудэясу. За дизайн персонажей отвечал Рёма Эбата, монстров — Такахиро Кисида. Музыку написали Elements Garden. Первый сезон аниме состоит из 25 серий: 23 составляют основной сюжет, а оставшиеся 2 рассказывают дополнительные истории.
Первая начальная композиция называется «Nameless story» в исполнении Такумы Тэрасимы, тогда как завершающей является «Another colony» в исполнении True. Во время второй заставки звучит «Megurumono» (яп. メグルモノ Мэгурумоно), исполненная Тэрасимой, а вторая завершающая заставка сопровождается композицией «Little Soldier» (яп. リトルソルジャー Ритору Сорудзя:) в исполнении Адзусы Тадокоро.
Сериал транслировался одновременно с премьерой в Японии через Crunchyroll. тогда как Funimation транслировали его с английской озвучкой по мере выхода.
Дополнительная серия должна была выйти на DVD 29 марта 2019 года, прилагаемом к 11 тому манги, но она была отложена на декабрь 2019 года и 13-й том. Другая серия была выпущена на DVD 9 июля 2019 года в комплекте с 12 томом манги.
Второй сезон аниме был анонсирован и планировался к выходу в октябре 2020 года, но был перенесен на 12 января 2021 года из-за последствий пандемии COVID-19 в Японии. Он должен был выйти в формате сплит-кура, поэтому вторая часть также была перенесена: с апреля на июль 2021 года. Производством занималась та же команда. Начальной темой сезона стала «Storyteller», исполненная True, завершающую исполнили STEREO DIVE FOUNDATION.
Также транслируется спин-офф аниме на основе манги Slime Diaries: That Time I Got Reincarnated as a Slime. Изначально показ должен был начаться в январе 2021 года, но он также был отложен из-за COVID-19 на апрель 2021 года. Производством также занималась студия Eight Bit, режиссёром стал Юдзи Икухара, сценаристом — Котацумикан, дизайнерами персонажей — Риса Такай и Ацуси Ириэ, а композитором — R.O.N..
Премьера полнометражного аниме-фильма состоялась в Японии 25 ноября 2022 года.

## Критика
Количество проданных томов ранобэ составило более 4,5 миллионов томов. В ежегодном ранобэ-путеводителе Kono Light Novel ga Sugoi!, публикуемом компанией Takarajimasha, ранобэ заняло восьмое место в 2017 году в категории танкобон. В 2018 году ранобэ поднялось на шестое место, а в 2019-м — на пятое.
Ранобэ было пятым в списке бестселлеров в Японии в 2018 году с 539 277 проданных копий, а выпущенная на его основе манга заняла девятое место в аналогичном рейтинге 2018 года для манг с 3 460 066 проданных копий.
В рецензии на первый том ранобэ Ребекка Сильверман считает, что «О моём перерождении в слизь» напоминает одновременно So I'm a Spider, So What?, но менее забавное, и «Герой-рационал перестраивает королевство», но не настолько дотошное. Фусэ прописывает мир произведения, объединяя классические элементы западных и восточных ролевых игр, в то же время используя базовую идею жанра «исэкай», что люди могут переродиться или быть призваны в другой мир. В истории демонстрируется, что «люди» и «монстры» не так уж сильно отличаются друг от друга. Те же гоблины, получив имена, приобретают силу и интеллект, сравнимые с человеческими. Одна из лучших черт Римуру — не осознание им своей силы. Он воспринимает себя как того же простого человека, каким он был в прошлой жизни. Он понимает, что обладает силой, но проблемы решает, в основном полагаясь на свой рабочий и ролево-игровой опыт из прошлой жизни, благодаря чему он не становится невыносимым идеальным героем. Иллюстрации к ранобэ создает Миц Ва — Римуру выглядит милым, а другие существа одновременно и узнаваемыми, но и достаточно отличающимися от привычных стандартов, чтобы быть уникальными. Общий стиль несколько более грубый, чем обычно в ранобэ.
Выбор персонажа в виде небольшой слизи показался обозревателям оригинальным и забавным, особенно в сравнении с другими произведениями жанра. Способ передачи эмоций слизи оказался оригинальной находкой создателей. А скорость набора Римуру новых способностей вызывает опасения, что он быстро станет слишком могущественным.
Аниме оказалось неожиданно милым. «Последнее желание» героя об уничтожении компьютера и его жесткого диска разбавило серьезную и пафосную сцену смерти.